# Houtkerque
Houtkerque [utkɛʁk] est une commune française située dans le département du Nord, en région Hauts-de-France.

## Géographie

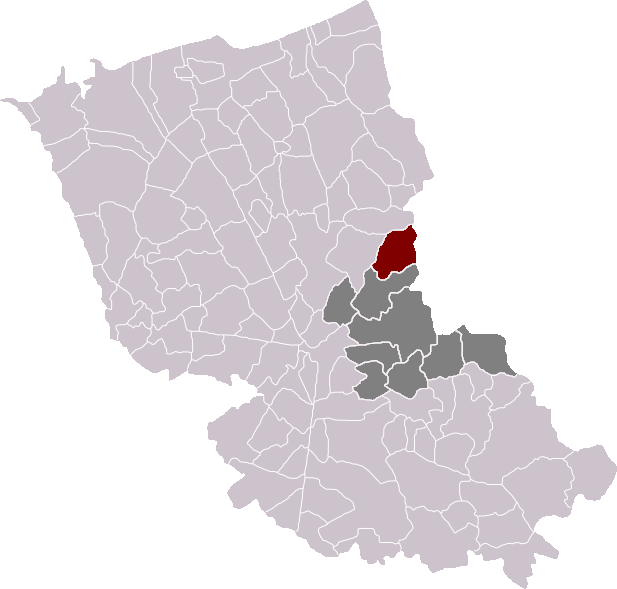
Houtkerque dans son canton et son arrondissement.

La commune est située dans la région naturelle de l'Houtland, entre Lille et Dunkerque, et à proximité de la frontière franco-belge.

### Communes limitrophes
| Bambecque  | Oost-Cappel | Roesbrugge-Haringe Belgique (Poperinge) |
| Herzeele   | Houtkerque  | Watou Belgique (Poperinge)              |
| Winnezeele | Steenvoorde |                                         |

### Hydrographie

#### Réseau hydrographique
La commune est située dans le bassin Artois-Picardie. Elle est drainée par l'Yser, la Haende Becque, la Becque St Acaire, la Becque de watou, la Becque du moulin de l'hofland et le Fort aux Chèvres,,.
L'Yser est un cours d'eau transfrontalier franco-belge, d'une longueur de 70 km en France, prend sa source dans la commune de Buysscheure. Il s'écoule vers la Mer du Nord, en traversant les Flandres française et belge, et s'y jette à Nieuport en Belgique, dans un estuaire très artificialisé.
L'Ey Becque, d'une longueur de 19 km, prend sa source dans la commune de Saint-Sylvestre-Cappel et se jette  dans l'Yser en limite d'Houtkerque et de la frontière belge, après avoir traversé cinq communes.
La Haende Becque, d'une longueur de 12 km, prend sa source dans la commune de Steenvoorde et se jette  dans l'Yser à Bambecque, après avoir traversé cinq communes.

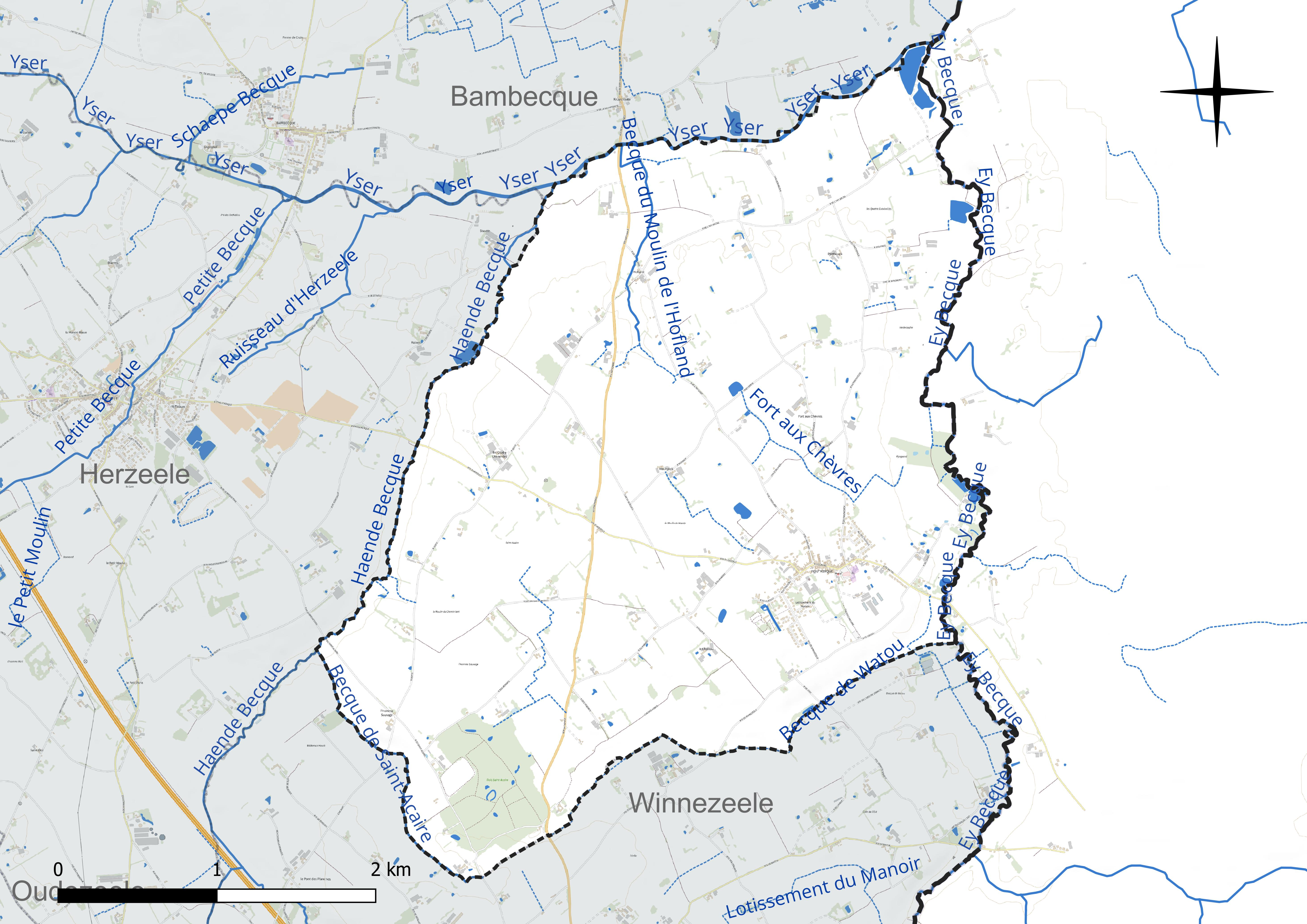
Réseau hydrographique d'Houtkerque.

#### Gestion et qualité des eaux
Le territoire communal est couvert par le schéma d'aménagement et de gestion des eaux (SAGE) « Yser ». Ce document de planification concerne un territoire de 381 km2 de superficie, délimité par le bassin versant de l'Yser en France. Le périmètre a été arrêté le 8 novembre 2005 et le SAGE proprement dit a été approuvé le 30 novembre 2016. La structure porteuse de l'élaboration et de la mise en œuvre est l'Union syndicale d'aménagement hydraulique du Nord (USAN).
La qualité des cours d'eau peut être consultée sur un site dédié géré par les agences de l'eau et l'Agence française pour la biodiversité.

### Climat
Pour des articles plus généraux, voir Climat des Hauts-de-France et Climat du Nord.
En 2010, le climat de la commune est de type climat océanique altéré, selon une étude du CNRS s'appuyant sur une série de données couvrant la période 1971-2000. En 2020, Météo-France publie une typologie des climats de la France métropolitaine dans laquelle la commune est exposée à un climat océanique et est dans la région climatique  Côtes de la Manche orientale, caractérisée par un faible ensoleillement (1 550 h/an) ; forte humidité de l'air (plus de 20 h/jour avec humidité relative > 80 % en hiver), vents forts fréquents.
Pour la période 1971-2000, la température annuelle moyenne est de 10,8 °C, avec une amplitude thermique annuelle de 13,7 °C. Le cumul annuel moyen de précipitations est de 707 mm, avec 12,1 jours de précipitations en janvier et 8,3 jours en juillet. Pour la période 1991-2020, la température moyenne annuelle observée sur la station météorologique la plus proche, située sur la commune de Steenvoorde à 8 km à vol d'oiseau, est de 11,2 °C et le cumul annuel moyen de précipitations est de 727,8 mm,. Pour l'avenir, les paramètres climatiques de la commune estimés pour 2050 selon différents scénarios d'émission de gaz à effet de serre sont consultables sur un site dédié publié par Météo-France en novembre 2022.

## Urbanisme

### Typologie
Au 1er janvier 2024, Houtkerque est catégorisée commune rurale à habitat dispersé, selon la nouvelle grille communale de densité à sept niveaux définie par l'Insee en 2022.
Elle est située hors unité urbaine. Par ailleurs la commune fait partie de l'aire d'attraction de Dunkerque, dont elle est une commune de la couronne,. Cette aire, qui regroupe 66 communes, est catégorisée dans les aires de 200 000 à moins de 700 000 habitants,.

### Occupation des sols
L'occupation des sols de la commune, telle qu'elle ressort de la base de données européenne d'occupation biophysique des sols Corine Land Cover (CLC), est marquée par l'importance des territoires agricoles (94 % en 2018), une proportion sensiblement équivalente à celle de 1990 (94,5 %). La répartition détaillée en 2018 est la suivante : 
terres arables (89,9 %), forêts (3,4 %), prairies (2,9 %), zones urbanisées (2,7 %), zones agricoles hétérogènes (1,1 %). L'évolution de l'occupation des sols de la commune et de ses infrastructures peut être observée sur les différentes représentations cartographiques du territoire : la carte de Cassini (XVIIIe siècle), la carte d'état-major (1820-1866) et les cartes ou photos aériennes de l'IGN pour la période actuelle (1950 à aujourd'hui).

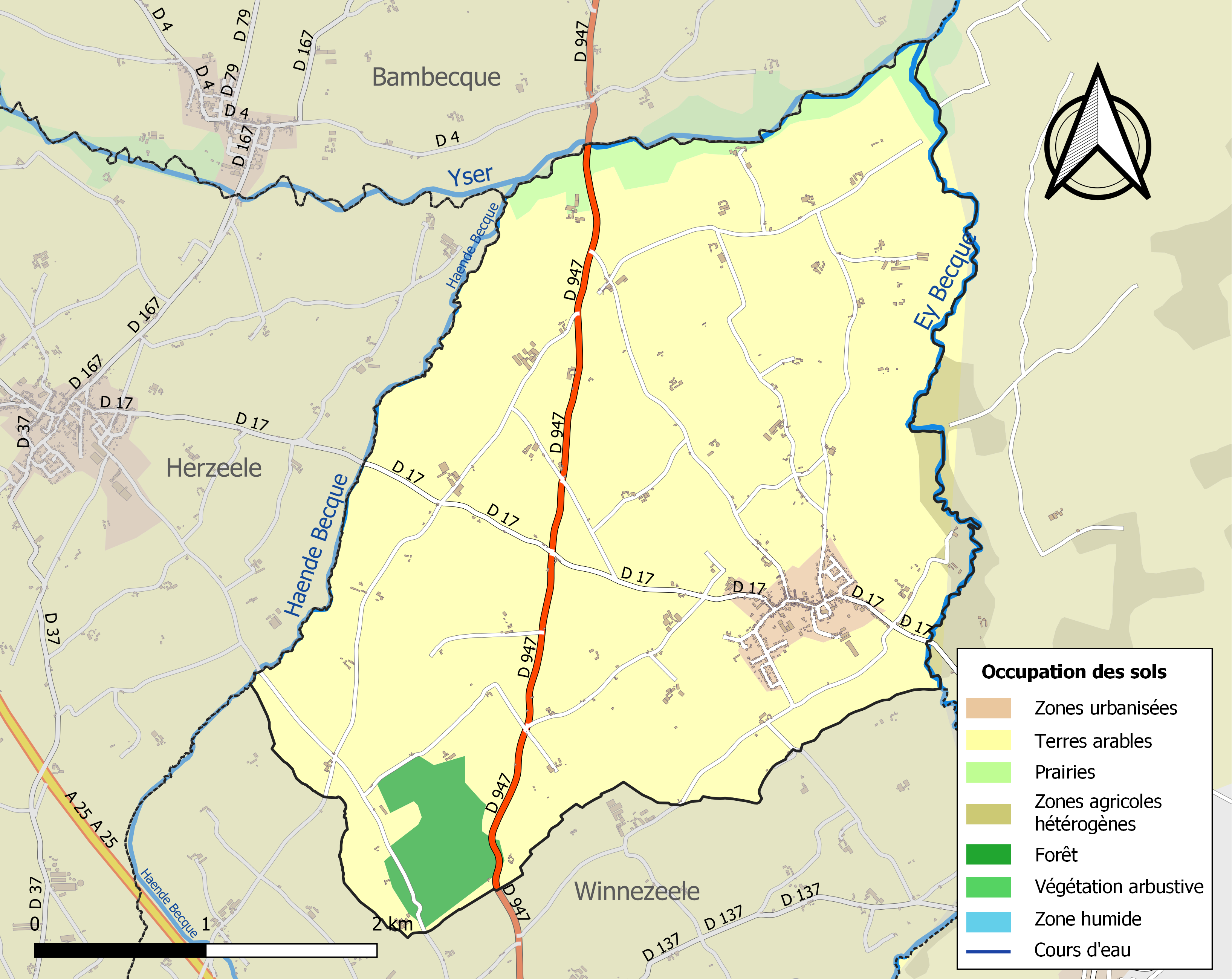
Carte des infrastructures et de l'occupation des sols de la commune en 2018 (CLC).

## Héraldique
|  | Les armes de Houtkerque, issues des armes parlantes des seigneurs de la maison de Hornes, se blasonnent ainsi : « D'or à trois cors de chasse de sable ». |

## Histoire
Mentionnée en 1049 sous la forme Holtkerka. Ce toponyme est issu du vieux néerlandais holt (moderne hout), bois et kerk, église. C'est-à-dire « église en bois ».
En 1231, le prévôt (équivalent de l'abbé) et le prieur de l'abbaye de Watten attestent que Gérard de Walle de Houtkerque a renoncé en faveur de l'abbaye Saint-Winoc de Bergues à ses droits sur une partie de la dîme de Houtkerque.
En 1303, Walter de Hondschoote seigneur de Houtkerque, et Jean de Haverskerque, seigneur de Hondschoote, vendent à Gilles Ier Aycelin de Montaigut, archevêque de Narbonne pour la somme de 3000 livres, une rente de 300 livres sur le Trésor de France. En avril 1309, le roi de France Philippe, (Philippe IV le Bel), assigne à Walter ou Gautier de Hondschoote, seigneur de Houtkerque, 250 livres tournois sur 500 qu'il lui avait données, à prélever sur les salines de Carcassonne. En 1314(?), Philippe roi de France donne à Gautier de Hondschoote 1400 livres de rentes sur le trésor, à condition que si Gautier ne laisse que des filles, le roi pourra racheter cette rente moyennant 600 livres. En septembre 1318, Philippe, roi de France, (Philippe V le Long), confirme à Marie, fille de feu Gautier, seigneur de Hondschoote (de Hondschoote ou de Houtkerque? ou des deux?), et son mari Gaucher Regnaut, seigneur de Los (Loos?) le don d'une rente de 1400 livres tournois à prélever sur le trésor royal.
Houtkerque relevait avant la Révolution française de la châtellenie de Bergues. Le châtelain devait cependant partager le pouvoir avec la Cour féodale ou Peron de Bergues, propriété des souverains (comtes de Flandre puis rois de France) qui détenait une partie des droits sur Houtkerque. Il existait une seigneurie de Houtkerque. Elle dépendait de la Cour féodale. Le titulaire au XVIIIe siècle était le comte de Hornes résidant à Douai.
Du point de vue religieux, la commune était située dans le diocèse de Thérouanne puis dans le diocèse d'Ypres, doyenné de Poperinge.
Pendant la Révolution française, le curé d'Houtkerque refuse de prêter le serment de fidélité à la révolution, prévu par la constitution civile du clergé. Mais il va plus loin en lisant lors de son prêche un texte de l'évêque d'Ypres, lequel se distingue par ses positions nettement opposées au pouvoir révolutionnaire. Puis il l'affiche dans son église.
.Comme de nombreux villages voisins, Houtkerque fut concernée de près en août-septembre 1793 par les combats entre la France et les ennemis coalisés contre elle : sièges de Bergues et Dunkerque par l'ennemi, bataille d'Hondschoote gagnée par la France. Pendant cette période, eurent lieu à Houtkerque stationnement de troupes ennemies d'abord puis françaises, affrontements, etc. voir Bataille de Hondschoote.

## Politique et administration
Maire de 1802 à 1807 : Masquelier (ou Masschelier),.
Maire en 1854 : Fr Xavier Muylle.
Maire en 1881 et 1883 : Ch. Casteleyn,.
Maire de 1887 à 1894 : Ch. Casteleyn.
Maire de 1894 à 1904 : Ch. Hendryck.
Maire de 1904 à 1914 : J. Vanlichtervelde.
Maire de 1922 à 1939 : A. Merchier.
Maire de 1951 à 1966 : M. Ammeux.

Maire de 1966 à 1971 : Jean Ammeux.
| Période                                  | Période                     | Identité                                    | Étiquette | Qualité     |
| ---------------------------------------- | --------------------------- | ------------------------------------------- | --------- | ----------- |
| 1804                                     |                             | Philippe Masschelier                        |           |             |
| 1904                                     | 1914                        | Jérôme Vanlichtervelde                      |           | Cultivateur |
| 1992                                     | juin 1995 et de 1971 à 1978 | Hervé Lammens                               |           |             |
| juin 1995                                | mars 2014                   | Francis Behaegel                            | PS        |             |
| 2014                                     | En cours                    | Samuel Bever Réélu pour le mandat 2020-2026 |           |             |
| Les données manquantes sont à compléter. |                             |                                             |           |             |

## Population et société
La plupart de la population Houtkerque est d'origine flamande

### Démographie

#### Évolution démographique
L'évolution du nombre d'habitants est connue à travers les recensements de la population effectués dans la commune depuis 1793. Pour les communes de moins de 10 000 habitants, une enquête de recensement portant sur toute la population est réalisée tous les cinq ans, les populations de référence des années intermédiaires étant quant à elles estimées par interpolation ou extrapolation. Pour la commune, le premier recensement exhaustif entrant dans le cadre du nouveau dispositif a été réalisé en 2008.

En 2022, la commune comptait 982 habitants, en évolution de −2,29 % par rapport à 2016 (Nord : +0,51 %, France hors Mayotte : +2,11 %).
| 1793  | 1800  | 1806  | 1821  | 1831  | 1836  | 1841  | 1846  | 1851  |
| ----- | ----- | ----- | ----- | ----- | ----- | ----- | ----- | ----- |
| 1 220 | 1 244 | 1 320 | 1 370 | 1 338 | 1 346 | 1 332 | 1 332 | 1 353 |

| 1856  | 1861  | 1866  | 1872  | 1876  | 1881  | 1886  | 1891  | 1896  |
| ----- | ----- | ----- | ----- | ----- | ----- | ----- | ----- | ----- |
| 1 314 | 1 274 | 1 315 | 1 323 | 1 323 | 1 278 | 1 212 | 1 138 | 1 124 |

| 1901  | 1906  | 1911  | 1921  | 1926 | 1931 | 1936 | 1946 | 1954 |
| ----- | ----- | ----- | ----- | ---- | ---- | ---- | ---- | ---- |
| 1 095 | 1 132 | 1 106 | 1 088 | 978  | 904  | 901  | 923  | 844  |

| 1962 | 1968 | 1975 | 1982 | 1990 | 1999 | 2006 | 2008 | 2013  |
| ---- | ---- | ---- | ---- | ---- | ---- | ---- | ---- | ----- |
| 808  | 768  | 765  | 720  | 715  | 774  | 834  | 852  | 1 010 |

| 2018 | 2022 | - | - | - | - | - | - | - |
| ---- | ---- | - | - | - | - | - | - | - |
| 982  | 982  | - | - | - | - | - | - | - |

#### Pyramide des âges
La population de la commune est relativement jeune.
En 2018, le taux de personnes d'un âge inférieur à 30 ans s'élève à 39,7 %, soit au-dessus de la moyenne départementale (39,5 %). À l'inverse, le taux de personnes d'âge supérieur à 60 ans est de 19,2 % la même année, alors qu'il est de 22,5 % au niveau départemental.
En 2018, la commune comptait 497 hommes pour 485 femmes, soit un taux de 50,61 % d'hommes, largement supérieur au taux départemental (48,23 %).
Les pyramides des âges de la commune et du département s'établissent comme suit.
| Hommes | Classe d’âge | Femmes |
| ------ | ------------ | ------ |
| 0,0    | 90 ou +      | 0,2    |
| 5,8    | 75-89 ans    | 7,2    |
| 12,7   | 60-74 ans    | 12,6   |
| 17,9   | 45-59 ans    | 16,5   |
| 25,2   | 30-44 ans    | 22,5   |
| 15,3   | 15-29 ans    | 17,5   |
| 23,1   | 0-14 ans     | 23,5   |

| Hommes | Classe d’âge | Femmes |
| ------ | ------------ | ------ |
| 0,5    | 90 ou +      | 1,4    |
| 5,3    | 75-89 ans    | 8,1    |
| 14,8   | 60-74 ans    | 16,2   |
| 19,1   | 45-59 ans    | 18,4   |
| 19,5   | 30-44 ans    | 18,7   |
| 20,7   | 15-29 ans    | 19,1   |
| 20,2   | 0-14 ans     | 18     |

## Lieux et monuments

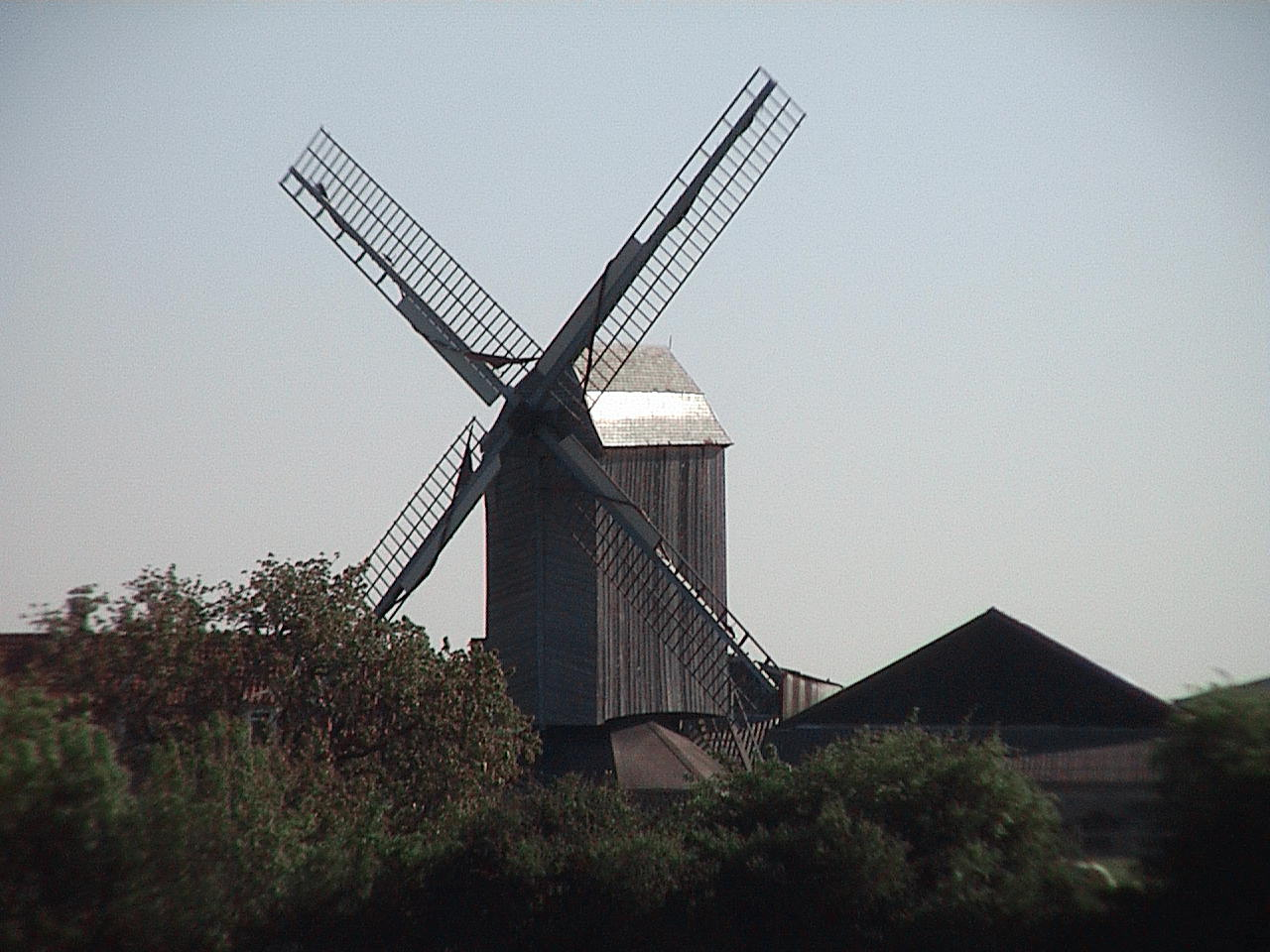
Moulin de l'Hofland vu de face

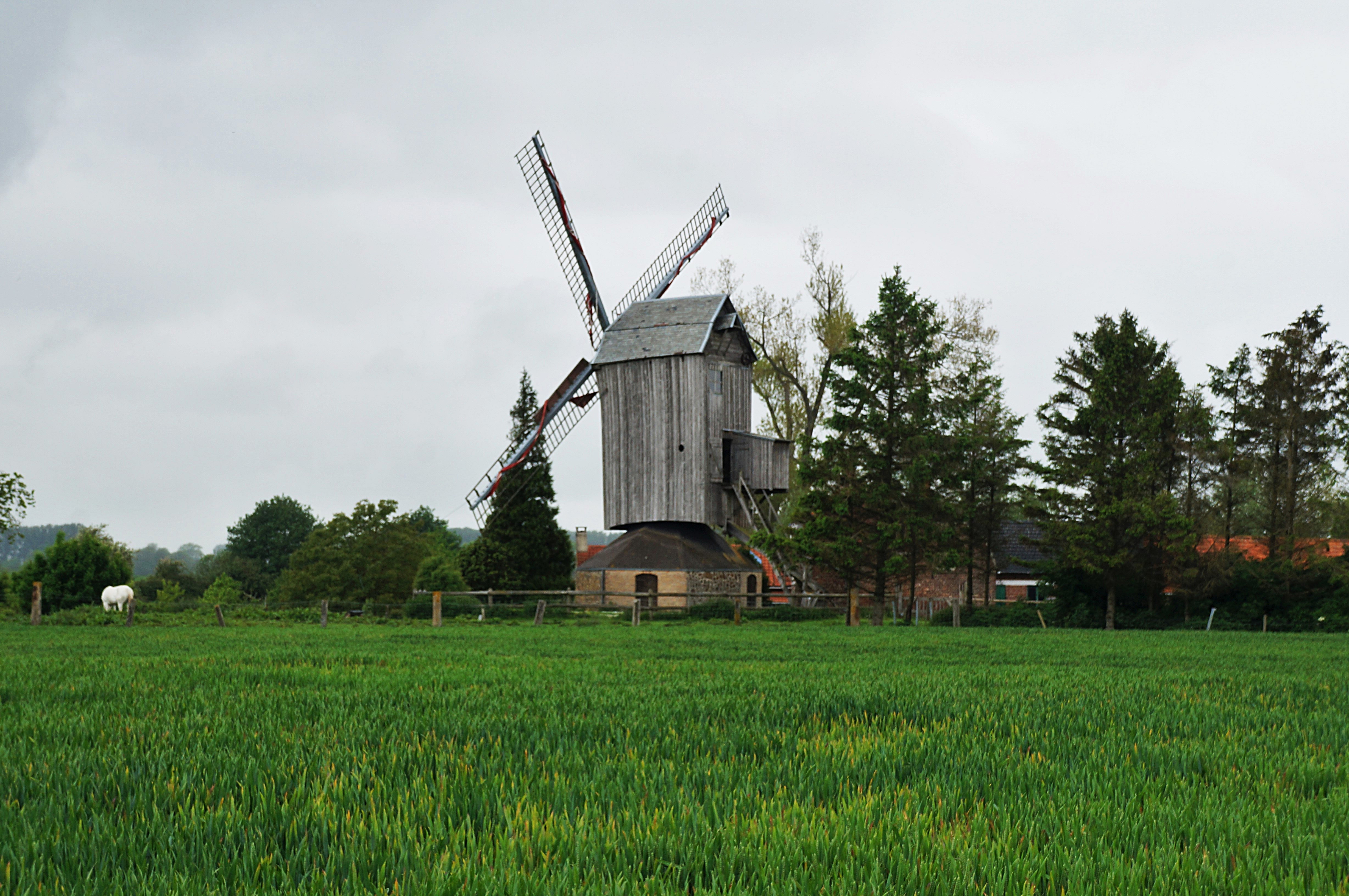
Moulin de l'Hofland vu de dos (2016)

- Église Saint-Antoine d'Houtkerque.

### Les Moulins
L'Hoflandmeulen a une origine très ancienne, mais on a peu d'éléments permettant de retracer un historique avant la Révolution. On y a découvert la date 1114 lors d'une restauration en 1908, mais faut-il s'y fier ?!
Un article du Journal de Bergues du 21 juin 1907 donne pour année de construction 1529, sans toutefois préciser la source de cette information (Étienne SCHRYVE).
En l'an 5 de la République, le moulin appartient à Jean-François Blanckaert meunier qui le loue à Ignace Tersie pour 9 ans. Sur le petit rouet du moulin l'on trouve la date 1782, le nom des propriétaires François Blanckaert et celui du charpentier Es Nevejan. Le grand rouet porte la date 1807, le maitre sommier : 1769 et sur d'autres poutres : 1774, 1856, 1891…
En 1808, le propriétaire est Pierre Sockeel et le meunier toujours Ignace Tersie qui sera propriétaire en 1810 et qui aura 9 enfants de Anne Constance Steven décédée le 22 novembre 1823.
En 1836, Jean-Louis Dehaene est propriétaire puis Jean Benoît Lombaerde en 1851, de qui descend la famille Accou actuelle. Modeste en 1904, André, Albert puis enfin Roger actuel propriétaire. Le moulin a subi une grande restauration en 1946, par le meunier André et son fils sous la direction du charpentier de moulin Lucien Lanoot. À cette occasion, l'assemblage des liens des côtés du moulin a été refait comme il est actuellement, remplaçant les liens en croix de St-André ; preuve de sa grande ancienneté.
Le moulin a fonctionné jusqu'en 1970, date à laquelle une aile en bois s'est brisée. C'est Roger Accou, fils du meunier, avec son propre fils Maxime, qui va entreprendre la restauration du moulin. En 1984, toute la face avant est refaite à neuf, par le charpentier François Rouzé. Les trois autres côtés en 1986 et la toiture par la famille, la cavette également en 1991. Et les ailes fabriquées sur place par la famille Accou. Aussi, grâce aux descendants d'une longue lignée de meuniers, le moulin est sauvé et peut de nouveau défier les siècles.
Il a existé, sur le territoire d'Houtkerque, au moins 3 autres moulins à vent :
- le moulin du Chemin Vert, qui se situait à l'arrière de la ferme sise au 7 rue Verte
- le « Plaetse Meulen » situé le long du chemin menant de l'église au nouveau cimetière
- le moulin « Robitaillie », situé à la sortie du village, le long de la route menant à Herzeele
Un autre moulin est mentionné en 1770, entre la rue d'Irlande et la rue de Calais.
Depuis 2012, Houtkerque fait partie du réseau Village Patrimoine, coordonné par les Pays de Flandre.

## Personnalités liées à la commune
- Pieter Tandt, né à Houtkerque le 7 septembre 1737, rhétoricien membre de la chambre de rhétorique d'Houtkerque nommé De Twistbevechters et placée sous le patronage de Saint Antoine. Sa devise était Deugd baert vreugd. La chambre De Twistbevechters continua son existence jusqu'à au moins 1884 et possédait son local, les drapeaux, ses instruments de musique et était propriétaire de terre, les Gildelanden[47].
- Achille van Oost, missionnaire Père blanc né à Houtkerque, ordonné en 1883, envoyé sept ans dans la plaine des Attafs en Algérie, puis au Tanganyika où il meurt en 1895, supérieur de la station de Mambwé[48].

## Pour approfondir